# 亨利十四世 (羅伊斯幼系)
海因里希十四世（德語：Heinrich XIV.，1832年5月28日—1913年3月29日），羅伊斯幼系親王，1867年至1913年在位。

## 家庭
1858年，海因里希與符騰堡的阿格妮絲結婚，兩人共有1子1女：
- 亨利二十七世（1858年—1928年），羅伊斯幼系親王
- 伊莉莎白（1858年—1851年）

阿格妮絲於1886年去世。1890年，亨利與弗蕾德里克·格賴茨（Friederike Graetz）結婚，兩人有一個兒子：亨利（1875年—1954年）。